# Gotthelf – Das Musical
Gotthelf – Das Musical ist ein Dialekt-Musical basierend auf Jeremias Gotthelfs Roman Die Käserei in der Vehfreude. Der Text ist von Charles Lewinsky, die Musik von Markus Schönholzer. Das Musical wurde 2011 an den Thunerseespielen uraufgeführt.

## Musiknummern
| 'S het alles sini Ornig           | Es hat alles seine Ordnung                 | Dorfbewohner beim Kirchgang. |
| Wett halt, dass mi öpper gärn het | Ich möchte halt, dass mich jemand gern hat | Änneli und Bethi werden verdingt |
| D'Houptstadt vo Bärn / Chäs       | Die Hauptstadt von Bern / Käse             | Der Schulmeister wirbt für ein Schulhaus, die Bauern sind stattdessen für eine Käserei.                                                                                       |
| Dehei                             | Zu Hause                                   | Bethi und Sepp haben Änneli losgekauft und nehmen sie zu sich nach Hause. |
| We me Ammes Suhn isch             | Wenn man Ammanns Sohn ist                  | Felix stellt sich als Hahn im Korb in der Vehfreude vor. |
| We das a Troum isch 1             | Wenn das ein Traum ist 1                   | Die Freundlichkeit von Felix hat auf Änneli einen großen Eindruck gemacht. |
| Drei düri Bohne                   | Drei trockene Bohnen                       | Eisi möchte Bethi totbeten. |
| Ha di gärn                        | Ich habe dich gern                         | Änneli wird sich darüber klar, dass sie Felix liebt, dass diese Liebe aber hoffnungslos ist.                                                                                  |
| Üsi Tante Dorothee                | Unsere Tante Dorothee                      | Schnitzelbank am Dorftanz. |
| En-erste Schritt                  | Ein erster Schritt                         | Felix tanzt mit Änneli. |
| J'ai chanté à l'Opéra             | Ich habe an der Oper gesungen              | Adeline vergleicht ihre Vergangenheit als Künstlerin mit ihrem gegenwärtigen Leben.                                                                                           |
| Ke Birebitz                       | Überhaupt nicht                            | Felix streitet seinem Vater gegenüber energisch ab, sich für Änneli zu interessieren oder romantische Gefühle für sie zu hegen.                                               |
| Dä Chäs het z'weni Löcher         | Dieser Käse hat zu wenig Löcher            | Die Käsehändler sind nicht begeistert von der Qualität des Vehfreudiger Käses.                                                                                                |
| Du Lumpehung!                     | Du Lumpenhund!                             | Felix streitet sich mit Eglihannes, der mit den Käsehändlern die Dorfleute betrogen hat. Bei der darauf folgenden Rauferei verletzt Felix Änneli aus Versehen schwer am Kopf. |
| I ha's nid gseit                  | Ich habe es nicht gesagt                   | Felix bereut es Änneli nicht gesagt zu haben was er für sie fühlt. |
| I gloub' I han-ne Ängel gseh      | Ich glaube, ich habe einen Engel gesehen   | Änneli sieht im Fieber Felix als Engel, der sie in den Himmel führt. |
| Wieviel?                          | Wie viel?                                  | Wegen Eisis verschwenderischem Umgangs mit Produkten aus der Käserei schlagen Eisi und Peterli keinen Profit aus dem Käseverkauf.                                             |
| I wüsst nid, wär mir lieber wär   | Ich wüsste nicht, wer mir lieber wäre      | Änneli und Felix gestehen sich ihre Liebe. |
| Dräck am Stäcke                   | Dreck am Stecken                           | Eisi erzählt Lügengeschichten über Änneli und Felix – Änneli wird von den Frauen beschimpft.                                                                                  |
| We das a Troum isch 2             | Wenn das ein Traum ist 2                   | Nach einigen weiteren Verwicklungen vermittelt Pfarrer Bitzius und es kommt zum Happy End in Form einer Liebeshochzeit.                                                       |

## Besetzung
| Original Besetzung, Welt-Uraufführung 2011, Thun | Original Besetzung, Welt-Uraufführung 2011, Thun |
| ------------------------------------------------ | --- |
| Änneli                                           | Sabine Schädler |
| Bethi                                            | Pia Lustenberger |
| Sepp                                             | Oliver Frischknecht |
| Ammann                                           | Florian Schneider |
| Ammännin                                         | Patricia Hodell |
| Felix                                            | Lukas Hobi |
| Eisi                                             | Pamela Zottele |
| Peterli                                          | Christian Knecht |
| Eglihannes                                       | Patrick Imhof |
| Adeline                                          | Stefanie Dietrich |
| Pfarrer Bitzius                                  | Andreas Blum |
| Senn                                             | André Reithebuch |
| Schulmeister                                     | Christian Sollberger |
| Ensemble                                         | Heidy Sutter, Cécile Gschwind, Claudia Kübler, Martina Stach, Franziska Lessing, Bea Rohner, Caroline Sommer, Angela Hunkeler, Anne Maria Schmid, Nico Gaik, Pascal Illi, Gianmarco Rostetter, Benjamin Fröhlich, Jochen Schaible, Rainer Siegenthaler, Alexander Belinkx, Michael Hartinger, Adrian Hochstrasser |
| Chor                                             | Bruno Apolloni, Heinrich Bachmann, Sandra Bitterli, Brigitta Bösch, Salome Kürkler, Roland Fritsche, Rebecca Gfeller, Tatjana Guggisberg, Nicole Gut, Vanessa Hablützel, Katharina Josi, Ulrich Jutzi, Markus Kaufmann, Samuel Kobel, Therese Kropf, Sonja Lauener, Christine Lüthi-Laubscher, Bruno Meier, Jan Messerli, Theres Minder, Sergio Peronino, Sandra Reinhard-Moser, Klaus Ryser, Simon Sommer, Kurt Spöri, Christoph Stauffer, Andreas Steinmann, Claudia Udry, Christian Widmer, Raymond Wiedmer, Rosita Zwahlen |